# قناع العقلانية (رواية)
قناع العقلانية (بالإنجليزية: Mask of Sanity)‏ هي رواية أمريكية كتبها جاكوب م. أبل، ونشرها ذا بيرمينينت برس في عام 2017. وصلت الرواية إلى المرحلة النهائية لجائزة فولكنر وايزدوم وحلت وصيفة لجائزة كيلر ناشفيل كلايمور.

## الحبكة
يكتشف الدكتور جيريمي بالينت، وهو طبيب قلب واعد، بأن زوجته أماندا على علاقة غرامية بزميله الطبيب وارن شوجرمان. وهو أيضًا معتل اجتماعيًا متقن الأداء. يخطط بالينت لقتل شوغرمان وإخفاء أدلة القتل وكأنه قاتل متمرس.

## الاستقبال
وصف بروس ديسيلفا في صحيفة واشنطن بوست الرواية بأنها خيط مثير للإعجاب وصورة تقشعر لها الأبدان لعقل شخص معتل اجتماعيًا متقن الأداء.  أشادت دار النشر الأسبوعية بالرواية كونها نثر واقعي لا يمكن الحكم عليه كما وصفت المجلد بأنه مقلق للغاية.  كما وصفته مجلة كيركوس ريفيوز بأنه ذكي وتقشعر له الأبدان . في تنقيح الرواية في أمستردام كوارترلي ، كتب بريان مونتي رواية قناع العقل مليئة بالمفاجآت وتثير بالقارئ التساءل عما إذا كان سيتم القبض على بالينت بأي طريقة حتى نهاية القصة.